# مایک مک‌اینتیر
مایک مک‌اینتیر (به انگلیسی: Mike McIntyre) نمایندهٔ حوزه انتخابیه هفتم کارولینای شمالی از حزب دموکرات ایالات متحده آمریکا در مجلس نمایندگان ایالات متحده آمریکا است که برای نخستین‌بار در ۱۲ ژانویه ۱۹۹۷ میلادی به‌عضویت این مجلس درآمد.